# Радек Кобялко
Радек Кобялко (пол. Radek Kobiałko; нар. 3 грудня 1969 року в м. Ополе, Польща) — польський продюсер, режисер і сценарист телевізійних програм; музичний продюсер польських та закордонних зірок. Також відомий як засновник і президент медійної компанії Fabryka nr 1.

## Біографія
У 1989 році Радек Кобялко став співзасновником одного з перших незалежник тижневиків, а у 1992 з колегами створив одну з перших приватних радіостанцій- радіо O'le. Він став програмним директором радіо, презентував і захистив ефірну сітку радіостанції перед Державною радою з питань телебачення і радіомовлення. Коли в Польщі почали створюватися комерційні телеканали, він співпрацював з ними спочатку як незалежний журналіст, а в результаті став випусковим продюсером(Polsat, TVN i RTL7). На замовлення директора телеканалу Polsat, Богуслава Хработи, у 2001 році Радек Кобялко приготував аналіз програм телеканалу з пропозицією створення нових фірмових програм для телебачення: музичної програми «Idol» та реаліті-шоу «Bar». Його вважають ідеологом та співавтором всіх успіхів цієї програми. В п'яти випусках програми Кобялко спродюсував близько сотні виступів різних гуртів, більшість з яких «наживо». Він першим впровадив нові технології на телеканалі: рінгтони, шпалери, java гри та інтерактивні коментарі на мобільні телефони.
Разом з Мачеєм Павліцкім він став продюсером престижного новорічного шоу, яке дало початок циклічному- найбільшому на польському ТВ музичному проекту — Stratosfera та ток-шоу Polacy.В програмі Stratosfera Кобялко першим запропонув і втілив у життя продаж рінгтонів для мобільних телефонів посередництвом смс-повідомлень. Радек Кобялко- перший поляк в складі журі в історії конкурсу Miss World і креативний продюсер проекту Miss World 2007.

## Музичний продюсер
У 2005 році Радек Кобялко продюсував першу в Польщі і другу в Європі мобільну пісню (рінгтон). Композиція Da Luxe & Warren G.- Hypnotizing me стала лідером за кількістю завантажень в Польщі і другою у світі після Hung up від Мадонни. Радек став продюсером диску Groove me" Da Luxe, який опинився у TOP 10 на каналі MTV в 20 країнах. До найпопулярніших програм на телебаченні належать проекти, продюсувані Радеком Кобялко: від першого на світі укладення шлюбу в реаліті-шоу до концертів Zucchero, Paul Young, Chris de Burgh, Matt Bianco i Basia Trzetrzelewska, The Rasmus, Garou. До його досягнень також потрібно додати єдиний в Польщі виступ скандального російського гурту Тату і єдиний після розпаду виступ легендарного Modern Talking.

## Fabryka nr 1
Створена Радеком Кобялко медійна компанія Fabryka nr 1 є першим офіційним партнером YouTube в Польщі. Компанія працює у сфері інтернет-комунікацій, реклами, івентів та мобільних технологій. Два власні інтернет-канали «freetvpl» та «kartony4FunTV» стали для компанії піонерським проектом, успіх якого у вигляді багатомільйонної аудиторії глядачів вивів її на рівень підписання умови про співпрацю з сервісом YouTube.
З розробками у сфері мобільних технологій компанія стартувала у 2009 році, отримавши дотацію від ЄС як переможець програми 8.1 Інноваційна Економіка(авт. 8.1 Innowacyjna Gospodarka). На сучасному етапі розвитку компанія Fabryka nr1 реалізує проект мультимедійих путівників Crazy Dwarf у 5 мовних версіях, призначених для мобільних телефонів та планшетів на базі операційних систем IOS та Android.
Заснована Кобялко, компанія працює також у галузі реклами та івентів. Серед клієнтів фірми такі бренди як Dolce & Gabbana, Police та Pilot.Для останньої, Fabryka nr1 реалізувала маркетингову інтернет-каманію. У 2010 році Fabryka nr1 випустила промофільм з приводу 10-ліття PARP (Польська агенція розвитку промисловості).
Компанія має безпосереднє відношення до Expo 2008 в Сарагосі(Іспанія). Президент компанії, Радек Кобялко був режисером, сценаристом і продюсером Дня Польщі на Всесвітній виставці. Шляхом голосування, польська презентація була відзначена високим третім місцем з-поміж 100 країн.

## Продюсер телевізійних програм
- 2001—2002 — кілька десятків фельєтонів для Kurier TV, Zoom, Polsat, TV4, RTL7
- 2002—2004 — продюсер більше 100 виступів колективів в п 'яти програмах реаліті шоу «Bar» на каналі Polsat
- 2004—2005 — продюсер новорічного шоу для TVP
- 2005 — цикл музичних програм «Stratosfera» на TVP
- 2005 — сценарій та продюсування фестивалю Єдинкі в Сопоті(Польща) для TVP 1.
- 2007 — креативний продюсер конкурсу Miss World TVP
- 2007 — продюсер і режисер концерти Machinery 2007 — вручення нагород місячника Machina для TV4
- 2008 — продюсер, режисер і сценарист Дня Польщі на Expo 2008 в Сарагосі(Іспанія)
- 2010 — продюсер документального фільму з приводу 10 — ліття PARP (Польська агенція розвитку промисловості)

## Режисер телевізійних програм
- 2006 — ток-шоу — Polacy для TVP
- 2007—2008 — Pytanie na śniadanie вікенд-шоу для TVP2
- 2007 — Листівка до св. Миколая — художній проект для TVP 2
- 2008 — телетурнір– Dzieciaki górą!для TVP2
- 2008 — документальний фільм — «Варшава 1944 — Ополе 2006» (сценарій і режисура) для TVP2 i TVP Polonia
- 2009—2011 — сценарій і режисура для мультимедійних путівників містами Європи

## Родина
Його жінкою є відома польська співачка Margo (пол. Małgorzata Gadzińska-Kobiałko, нар.25 грудня 1976 р.)